# ナムブイ
ナムブイ（Nambui, 生没年不詳）は、モンゴル帝国第5代皇帝クビライの皇后（ハトゥン）の一人。自らの叔母でクビライの第一皇后であったチャブイの死後に娶られ、チャブイの正宮としての地位を受け継いだ。
『元史』などの漢文史料では南必（nánbì）、『集史』などのペルシア語史料ではنمبوى خاتون (namubūī khātūn) と記される。

## 概要
『集史』によると、ナムブイはコンギラト部族長でモンゴル帝国の創始者チンギス・カンに仕えたデイ・セチェンの孫、ナチンの娘として生まれた。
ナチンの姉妹でナムブイにとっては叔母に当たるチャブイが至元18年（1281年）に亡くなるとクビライに娶られ、その約1年後の至元20年（1283年）に正式にチャブイの後を継いで皇后とされた。『集史』「クビライ・カアン紀」によると、チャブイ自らが「自らの死の1年後にナムブイを自らのオルドに入れるように」と希望しており、クビライはその希望通りナムブイを扱ったという。この頃既にクビライは高齢であり、ナムブイは臣下に代わって奏上を行うなど、よく朝政にたずさわっていたという。
クビライとの間にテメチ（Temeči ＞鉄蔑赤/tiĕmièchì）という息子を生んでいる。

## コンギラト部デイ・セチェン家
- デイ・セチェン
  - アルチ・キュレゲン（Alči Küregen ＞阿勒赤古咧堅/ālèchì gŭliējiān,الجی كوركان/Āljī kūrkān）
    - チグゥ・キュレゲン（Čiγu Küregen ＞赤古古咧堅/chìgŭ gŭlièjiān,جیکو كوركان/Jīkū kūrkān）
    - オキ・フジン・カトン（Öki füǰin qatun ＞اوکی فوجین خاتون/Ūkī fūjīn khātūn）
    - 昭睿順聖皇后チャブイ・カトン（Čabui qatun ＞察必/chábì,جابون خاتون/Jābūn khātūn）
    - 万戸オチン・キュレゲン（Očin Küregen ＞斡陳/wòchén）
    - ナチン・キュレゲン（Način Küregen ＞納陳/nàchén,ناچین كوركان/Nāchīn kūrkān）
      - 万戸オロチン・キュレゲン（Oločin Küregen ＞斡羅陳/wòluóchén）
        - 貞慈静懿皇后シリンダリ・カトン（Širindari qatun ＞失憐答里/shīliándālǐ）

      - 叛臣ジルワダイ（J̌ilwadai ＞只児瓦台/zhǐérwǎtái）
      - 万戸テムル・キュレゲン（Temür Küregen ＞帖木児/tièmùér）
        - 万戸ディウバラ・キュレゲン（Diwubala Küregen ＞雕阿不剌/diāoābùlà）
          - アリギヤシリ・キュレゲン（Ariγiyaširi Küregen ＞阿里嘉室利/ālǐjiāshìlì）
          - ブダシリ・カトン（Budaširi qatun ＞不答失里/bùdāshīlǐ）

        - 万戸センゲ＝ブラ・キュレゲン（Sengge bura Küregen ＞桑哥不剌/sānggē bùlà）

      - 万戸マンジタイ・キュレゲン（Manǰitai Küregen ＞蛮子台/mánzǐtái）
      - ナムブイ・カトン（Nambui qatun ＞南必/nánbì,نمبوى خاتون/Namubūī khātūn）